# W. C. Fields
W. C. Fields (vlastním jménem William Claude Dukenfield; 29. ledna 1880 Filadelfie – 25. prosince 1946 Pasadena) byl americký herec, komik, scenárista a žonglér. Na přelomu 19. a 20. století se proslavil jako bavič v estrádách (vaudevillech) a na Broadwayi. Pak se stal hvězdou mnoha filmových komedií 20. let. Fields většinou hrával misantropické a sobecké otce rodin se sklonem k alkoholu. Jeho postavy většinou projevovaly vášnivou nenávist ke svému maloburžoaznímu životu - otravné manželky, zlobivé děti, psi, sousedi, práce - a právě proto si je divák oblíbil. Celý život byl W. C. Fields jedním z nejpopulárnějších amerických bavičů.